# Manoel Cardoso da Costa Lobo
Manoel Cardoso da Costa Lobo (São Cristóvão, Sergipe, 26 de setembro de 1836 – Rio de Janeiro, 10 de outubro de 1890) foi um médico brasileiro.
Doutorado pela Faculdade de Medicina da Bahia em 1860, defendendo a tese “Há na doutrina alopática algum sistema de medicação que possa apoiar os princípios da doutrina homeopática?”. Foi eleito membro da Academia Nacional de Medicina em 1879, com o número acadêmico 125, na presidência de José Pereira Rego.